# Limnophila (Indolimnophila) dravidica
Limnophila (Indolimnophila) dravidica is een tweevleugelige uit de familie steltmuggen (Limoniidae). De soort komt voor in het Oriëntaals gebied.